# Биологическая станция
Биологическая станция (биостанция) — научно-исследовательское и учебное учреждение. Большинство биологических станций является подразделениями научно-исследовательских институтов или высших учебных заведений. Наибольшее распространение получили в XIX—XX веке.

## Морские биологические станции

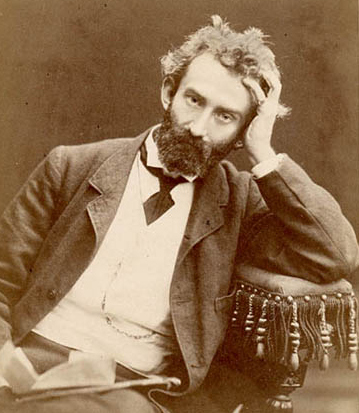
Н. Миклухо-Маклай (1846—1888)

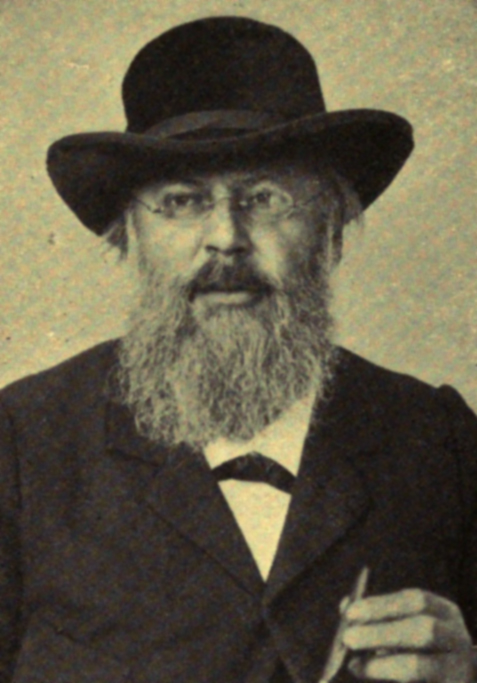
Антон Дорн (1840—1909)

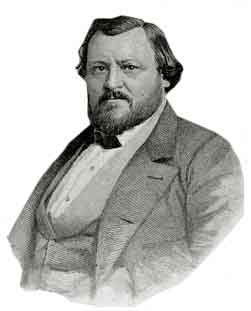
Карл Фохт (1817—1895)

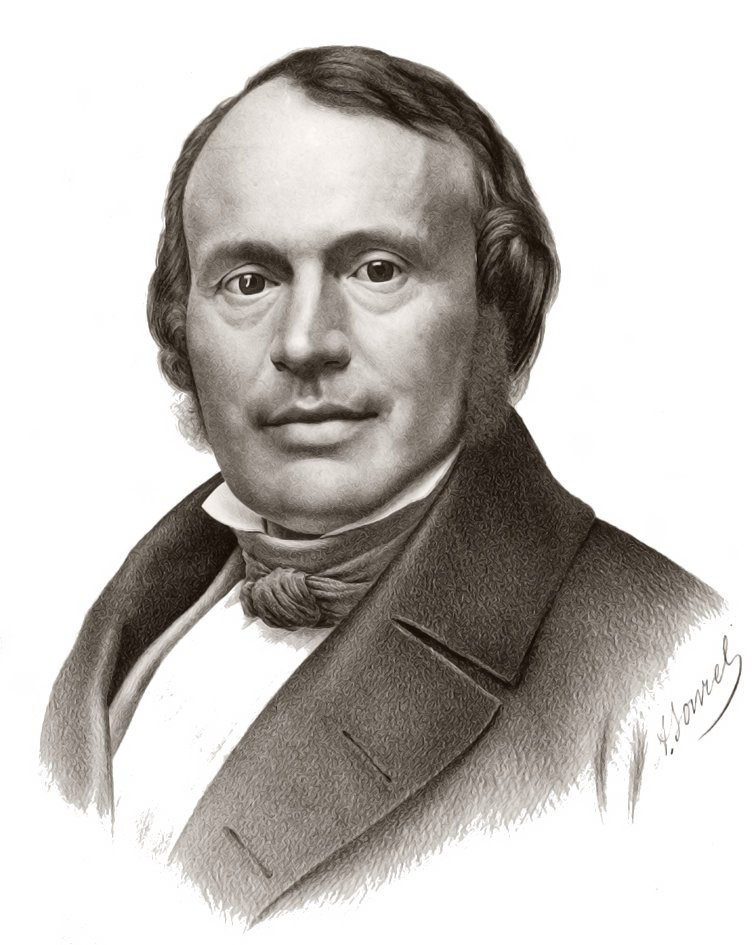
Жан Луи Родольф Агассис (1807—1873)

Первые морские биологические станции были созданы в XIX веке с целью научного изучения зоологии на берегах морей. С тех пор как изучение морских животных заняло выдающееся место среди задач научной зоологии, возникла потребность иметь на самом берегу моря такие учреждения. Особенно ратовали в пользу этой мысли русский этнограф, антрополог, биолог и путешественник Николай Миклухо-Маклай и известный зоолог К. Фохт (Carl Vogt). Впервые в Америке Зоологическая станция была создана в 1873 году Луи Агассисом (Louis Agassiz), а в Западной Европе приятелем и однокашником Миклухо-Маклая по Йенскому университету А. Дорном (Anton Dohrn). В России в 1871 году создана одна из первых в Европе Биологическая станция в Севастополе, роль России в создании многих зоологических (биологических) станций была значительной.
Значение зоологических (биологических) станций в изучении различных вопросов зоологии (а отчасти и ботаники) громадно. Они позволяют держать морских животных живыми в аквариумах, по большей части с проточной водой и изучать их жизнь в обстановке возможно близкой к естественной, иметь под рукою свежий материал для выполнения анатомических, гистологических, эмбриологических и физиологических исследований и при том работать не в обыкновенной обстановке путешествия, а в правильно устроенной лаборатории, иметь под рукой необходимые книги.
С другой стороны, биологические станции позволяют вести в течение всего года и из года в год наблюдения над распределением животных в данном море, периодическими явлениями в жизни их и т. д., почему часто носят название биологических. Важное значение имеют Зоологические (биологические) станции и в практическом отношении, содействуя выяснению различных вопросов, связанных прямо или косвенно с рыбоводством, рыболовством и другими промыслами. Некоторые станции специально посвящены этим практическим задачам. Наряду с постоянными станциями, возникали, преследующие те же цели, подвижные станции (fliegende, wandernde Stationen), а также стали устраивать Зоологические станции и на пресных водах для изучения фауны, главным образом, озерной (Binnen — или Lakustrische Stationen). Зоологические станции внесли неоценимый вклад в науку, развитие сотрудничества учёных из разных стран, а также в такие виды деятельности как аквариумистика.

### В Европе
а) Чёрное море

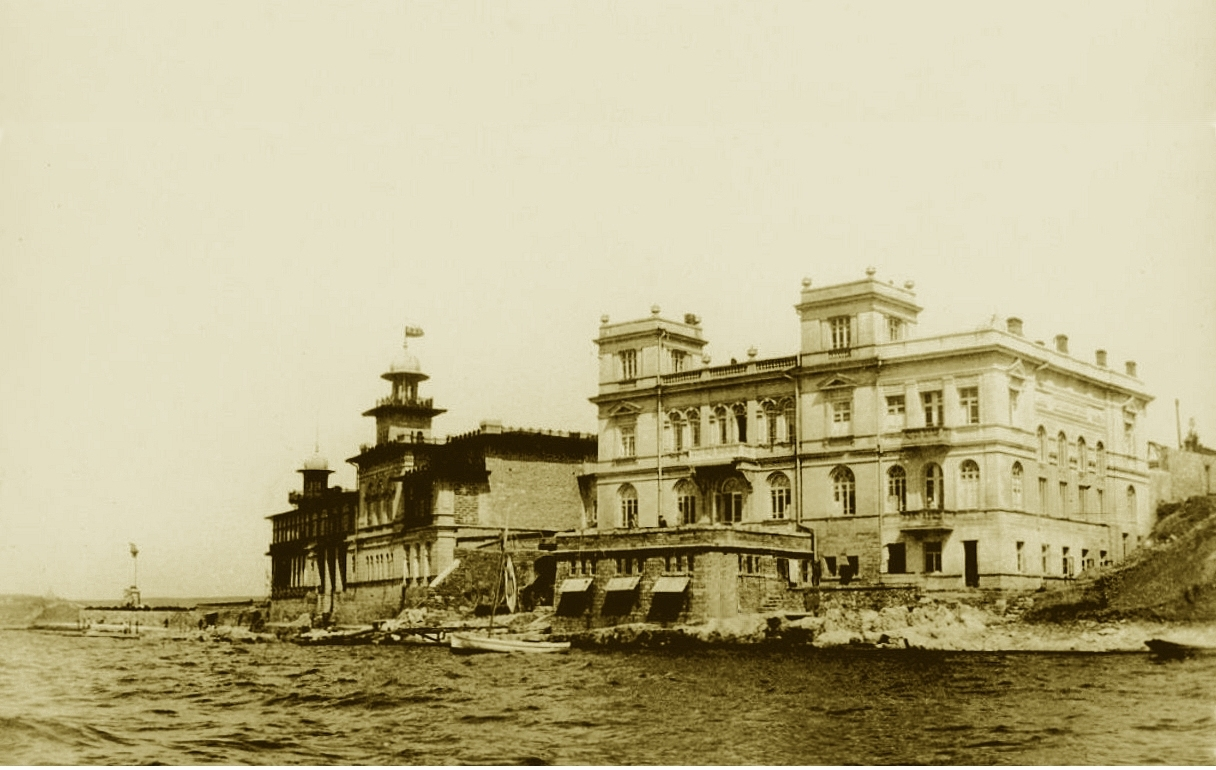
Зоологическая станция в Севастополе, 1911 год

В 1869 году в Москве состоялся II съезд естествоиспытателей и врачей, на котором выступил Николай Миклухо-Маклай, призвавший создавать морские биологические станции для развития исследований на морях. Съезд поддержал его и принял решение о создании Севастопольской биостанции. Выполнение этого решения взяло на себя Общество естествоиспытателей при Новороссийском университете, в котором в то время работали такие биологи, как А. Ковалевский, И. Мечников, И. Сеченов, В. Заленский и Л. Ценковский, принявшие непосредственное участие в основании первой в Российской империи морской биологической станции. Идея создания станции в Севастополе получила поддержку со стороны высшего командования флотом в лице Великого Князя Константина Николаевича и Русского географического общества.
В 1869 году Новороссийское общество естествоиспытателей в Одессе взяло на себя организацию станции в Севастополе, а весной 1871 года была открыта первая в Европе Биологическая станция. Со дня основания она содержалась на средства нескольких учёных обществ, с 1876 года ей был выделен постоянный бюджет в 1500 рублей, ассигнуемый министерством народного просвещения. Биологическая станция долгое время находилась в ведении Новороссийского общества естествоиспытателей, позднее перешла в ведение Императорской академии наук. Заведующим был сначала профессор В. Н. Ульянин (1875—1880), затем С. М. Переяславцева, позднее А. А. Остроумов; директором был А. О. Ковалевский. При станции была создана небольшая библиотека.
Сегодня Биологическая станция носит название Институт биологии южных морей имени А. О. Ковалевского (ИнБЮМ). ИнБЮМ расположен в центре Севастополя на проспекте Нахимова, дом 2.
б) Средиземное море

#### Неаполитанская зоологическая станция

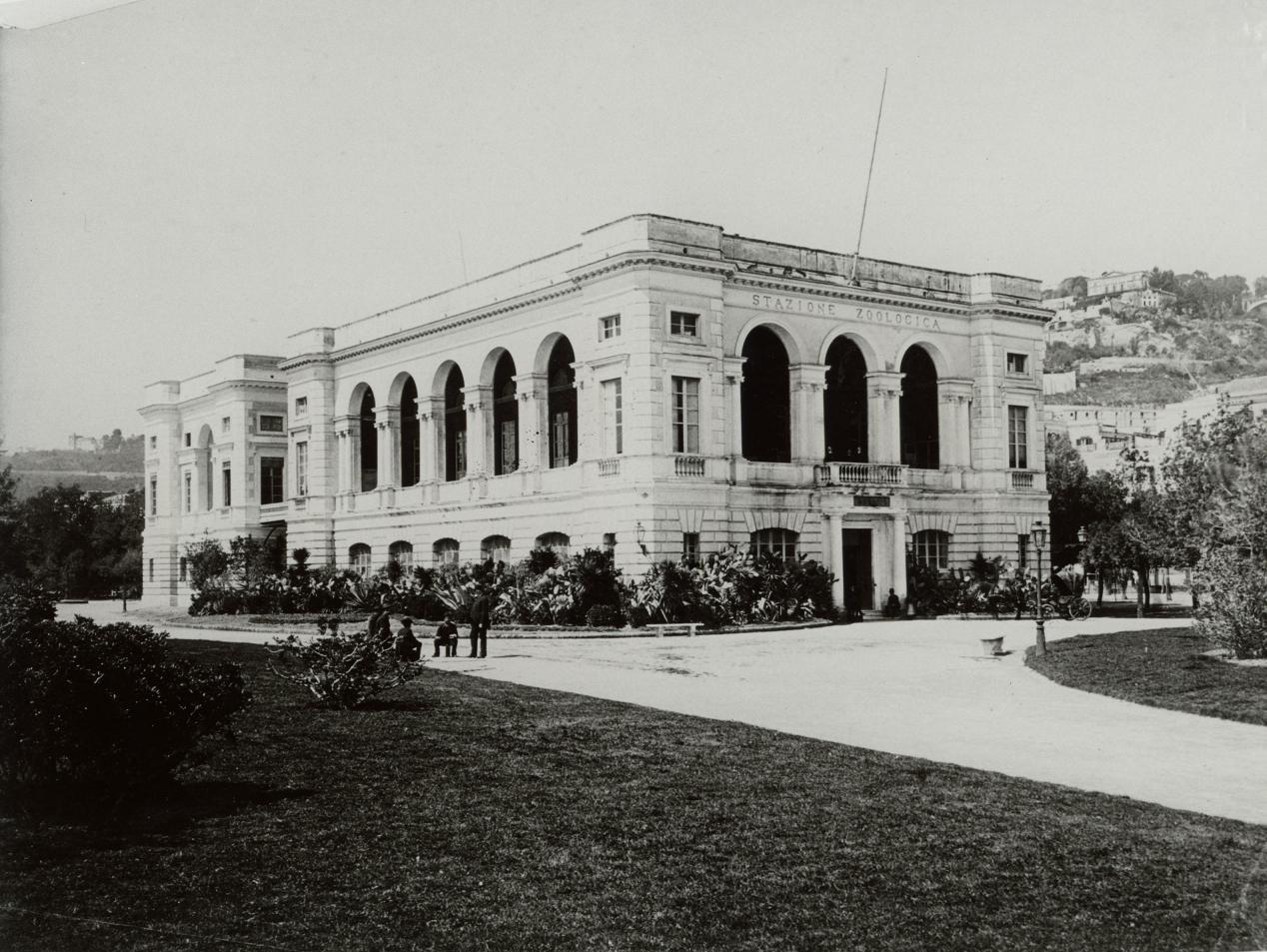
Зоологическая станция Антона Дорна в Неаполе

Важнейшее место занимала Зоологическая станция в Неаполе, первая в Западной Европе по времени основания, устроенная на частные средства германским зоологом Антоном Дорном, который управлял ею долгое время, а с 1909 года — его сын Рейнхард. Зоологическая станция в Неаполе стала важнейшим международным научным центром. Переговоры с городским управлением Неаполя об устройстве Станции начались в 1870 году, в 1872 году Дорн заключил условие с городом и получил место для постройки в Villa Nazionale. В 1885—1888 годах станция была значительно расширена, для чего город отвёл ещё участок земли. Станцию разместили в двухэтажном здании; в нижнем этаже аквариумы, открытые и для посторонних посетителей, в верхнем рабочие комнаты, снабжённые всем необходимым. Для добывания животных и растений станция имела, кроме лодок, два парохода и водолазный аппарат. Правительства различных стран, университеты и учёные общества нанимали у станции рабочие столы (в том числе русское министерство народного просвещения и морское). Важную поддержку оказывало станции германское правительство; чрезвычайные расходы (например, по приобретению пароходов) покрывались отчасти пожертвованиями учёных корпораций. Дорн затратил на станцию немало и собственных средств. Постоянные доходы приносили плата за посещение аквариумов, продажа изданий станции («Mitteilungen der Zoologischen Station zu Neapel», «Zoologische Jahresberichte» и ряд монографий, под общим заглавием: «Fauna und Flora des Golfes von Neapel») и продажа превосходно консервированных морских животных (методы консервирования выработаны, главным образом, именно на неаполитанской станции). Станция имела большую библиотеку. Замечательной особенностью неаполитанской станции являются её независимость от какого-либо учёного общества и международное положение её. В разное время станцию посетили известные учёные: F. M. Balfour (1874, 1875, 1877, 1881—1882); Theodor Boveri (from 1889); H. C. Bumpus (1893); Hans Driesch (1891); E.-H. Du Bois-Reymond (1877); E. E. Just (1929—1930); J. Huxley (1909—1910), A. Lang (1880-е), E. R. Lankester (1871—1872), Jacques Loeb (1880-е), T. H. Morgan (1890, 1894—1895, 1900), Raymond Pearl (1905—1906); August Weismann (1881—1882;) W. M. Wheeler (1893); C. O. Whitman (1870, 1881—1882); E. B. Wilson (1870-е, 1892); в период с 1874 по 1927 год для исследовательской работы на станцию приезжали более 150 российских учёных: Н. Н. Заленский (1874, 1880, 1881 и 1891 годы), А. А. Коротнев (1872—1873, 1881, 1891, 1892, 1893 и 1894 годы), А. П. Богданов (1868, 1873, 1885, 1887, 1890 годы), В. Н. Львов (1888—1890), В. Т. Шевяков (1890); В. А. Фаусек (1895—1896); А. Н. Северцов (1897), С. В. Аверинцев (1902), станцию также посетили: В. Ульянин, А. А. Тихомиров, Н. Ю. Зограф, B. В. Заленский, А. Ф. Брандт, Ф. В. Овсянников, А. А. Остроумов, Н. В. Насонов, З. А. Мейер, М. А. Мензбир, В. А. Вагнер, Н. П. Вагнер, Н. В. Бобрецкий, В. М. Шимкевич, В. Н. Беклемишев, Л. А. Зенкевич, В. Г. Хлопин, Н. А. Иванцов, К. К. Сент-Илер.
В настоящее время адрес: Via Caracciolo, Villa comunale.

#### Триестская зоологическая станция

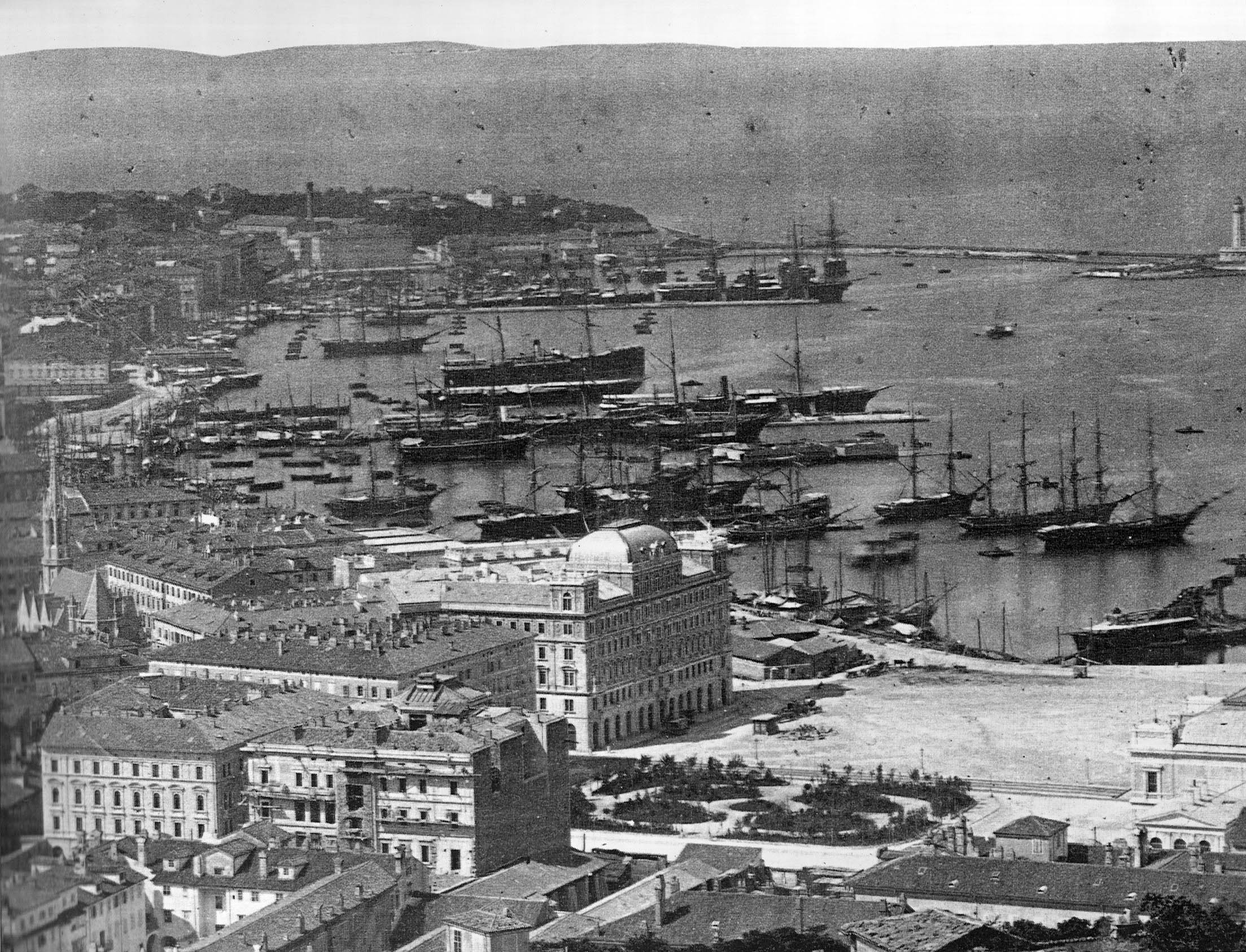
Триест в 1885 году

В 1875 году на средства австрийского правительства основана зоологическая станция в Триесте (Адриатическое море). Руководство станцией было поручено профессору зоологии Карлу Фридриху Вильгельму Клаусу. Зоологическая станция связана с Венским университетом. Как и все прочие зоологические станции, её посещали многие учёные. В 1876 году зоологическую станцию в Триесте посетил Зигмунд Фрейд, где по заданию директора станции К. Клауса вёл свою первую научную работу по изучению особенностей размножения морских угрей.
До открытия зоологической станции в этом месте с научными целями побывали многие учёные. Например, в 1867 году известный русский зоолог, ординарный академик Императорской академии наук А. О. Ковалевский для изучения морских животных предпринял многочисленные экспедиции и поездки, в том числе работал на Адриатическом море в Триесте.

#### Баниульсская зоологическая станция

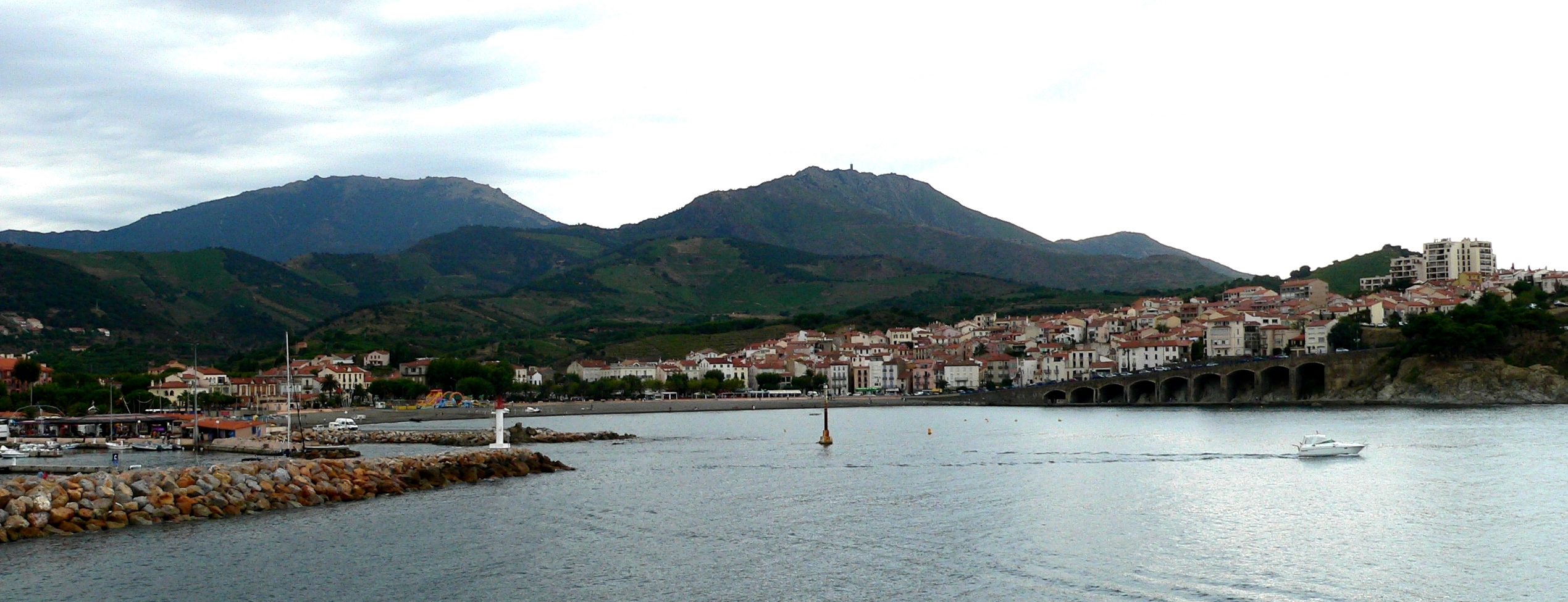
Banyuls sur Mer, France

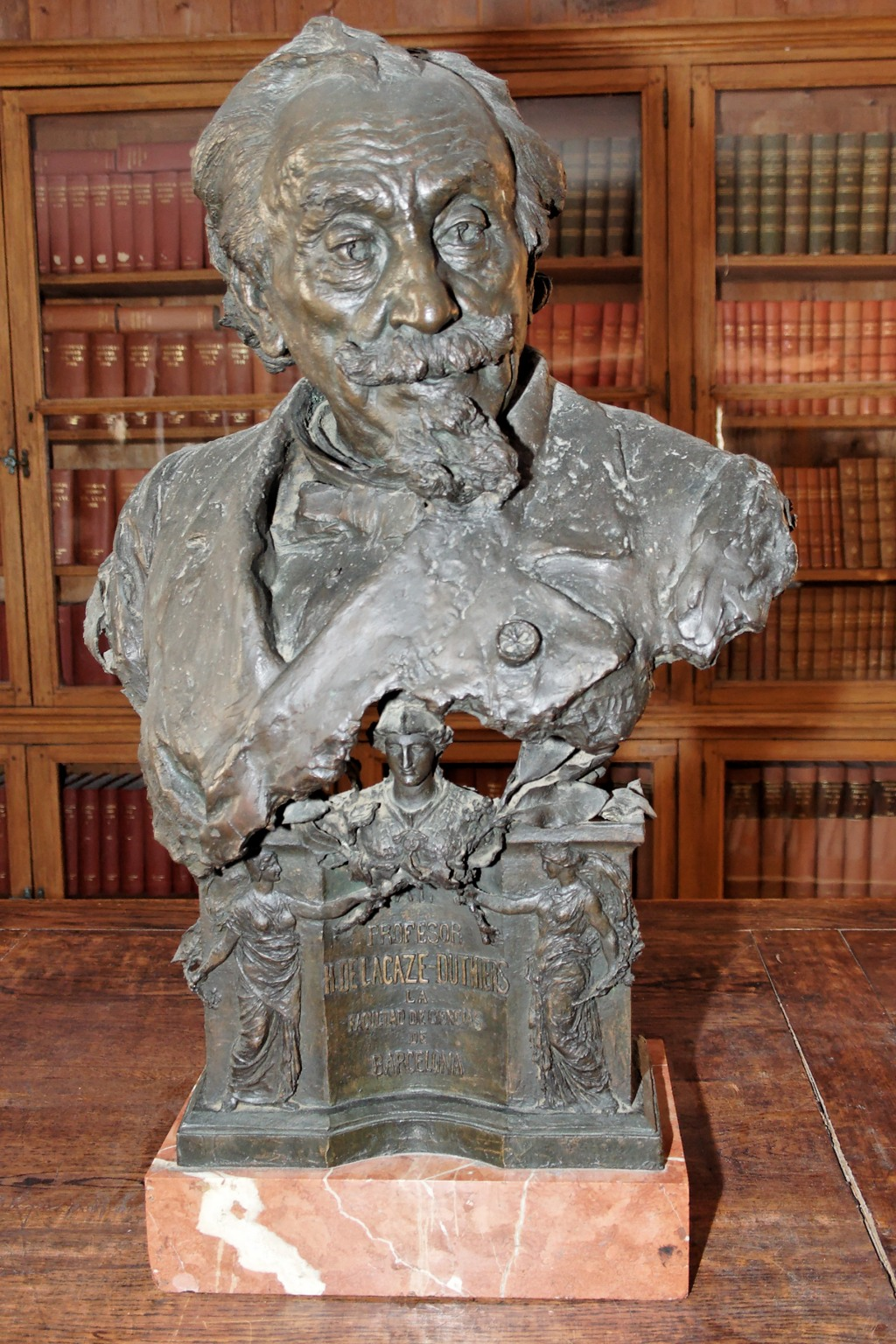
Лаказ-Дютье (1821—1901)

В 1881 году открыта самая западная станция в Средиземном море, она находилась в Баньюльс-сюр-мер во французском департаменте Пиренеев, у границы Испании; она основана профессором Лаказ-Дютье и названа «Station Arago». Устроена на средства департамента и города Баньюль-сюр-мер. При Зоологической станции в Баньюль-сюр-мер и в Роскове издаётся «Archives de Zoologie expérimentale et générale».

#### Вилла-Франкская зоологическая станция

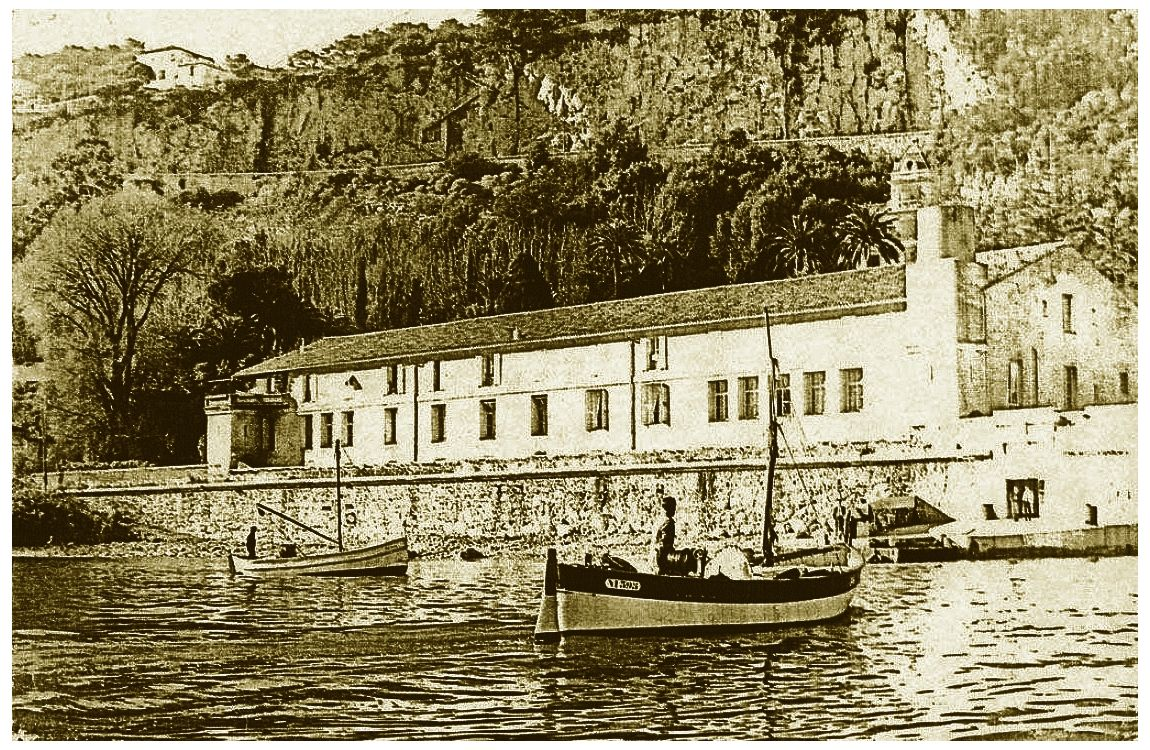
Вилла-Франкская зоологическая станция

Вилла-Франкская российская зоологическая станция (около Ниццы, 1884—1924 годы) Императорского Киевского университета своим возникновением и существованием обязана русскому флоту. Станцией заведовали Барруа, профессор А. А. Коротнев. Она помещалась в здании, принадлежащем морскому министерству, и получала ежегодно 800 рублей от Киевского университета на содержание лаборанта. Вилла-Франкская зоологическая станция (ныне Villefranche-Sur-Mer) — первая и единственная русская станция на Средиземном море — находилась под патронажем Морского министерства.

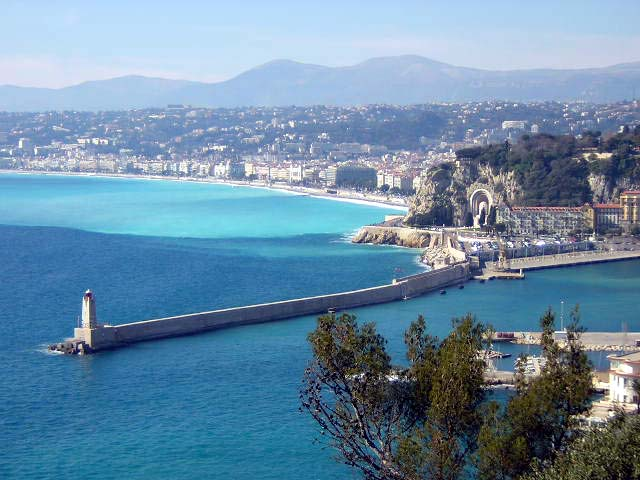
Ницца

Русский флот не только безвозмездно передал станции землю и здание (в 1884 году), но и фактически содержал её вплоть до 1914 года. К станции была приписана парусно-моторная яхта «Велелла», она была кораблём отечественного исследовательского флота. Русское Морское министерство считало целесообразным иметь на Средиземном море «нейтральное» посыльное судно, которое при необходимости могло привлекаться для обслуживания Зоологической станции. С 1906 года судно стало использоваться только для научных целей. На зоологической станции работали многие русские учёные, в их числе А. Г. Гуревич, И. И. Пузанов, К. К. Сент-Илер, В. А. Караваев.
Визиты русских учёных, русского флота в Италию и, в частности, в Неаполь и Вилла-Франко не были редкостью. Публицист и историк Сергей Спиридонович Татищев в монографии «Император Александр III. Его жизнь и царствование» так упомянул о посещении Вилла-Франко в 1864 году в связи с кончиной его брата Николая Цесаревичем Александром Александровичем: «В Генуе на вокзале встретили Цесаревича (Александра Александровича) в полной парадной форме контр-адмирал Лесовский и командиры трёх судов его эскадры: фрегата „Александр Невский“, корвета „Витязь“ и клипера „Алмаз“. Фрегат „Олег“ остался в Вилла-Франке. Цесаревич очень обрадовался свиданию с ними и пригласил их обедать к себе в гостиницу. Обед прошёл очень оживлённо. Моряки рассказывали о впечатлениях, вынесенных из Соединённых Штатов, порты которых посетила эскадра Лесовского. Тут же было решено, что Наследник отправится в Ниццу на флагманском судне „Александр Невский“».
В Лионском заливе создана станция в Сете, основанная А. Сабатье и связанная с университетом в Монпелье, получившая значительные средства на улучшение её устройства (от французского правительства, по подписке в Сете, Монпелье и др.).

#### Андумская зоологическая станция
В 1889 году в Марселе открыта Андумская зоологическая станция, которой заведовал Марион. В этом же году в Рапалло, около Генуи, открыта станция, основанная Камерано, Перокка и Роза и связанная с Туринским университетом; кроме того, основана Зоологическая станция в Брешиа, а также на африканском берегу в Алжире основана Зоологическая станция, которой заведовал Винье.

#### Ровиньонская зоологическая станция
В 1892 году основана Зоологическая станция в Ровиньо, связанная с Берлинским аквариумом.
в) Атлантический океан, на европейском берегу
Открыто несколько французских станций и одна испанская:
— В Конкарно (Concarneau), на южном берегу Бретани, первая в мире биологическая станция основана в 1859 году французским правительством, благодаря стараниям Коста (Coste); деятельность её связана специально с практическими вопросами; заведует Пуше.
— В Роскове (Roscoff) в Бретани, станция основана в 1872 году Сорбонной, благодаря стараниям Лаказ-Дютье станция, ставшая позднее одной из важнейших.
— В Аркашоне (фр. Arcachon), в Аркашонском заливев 50 км от Бордо; Зоологическая станция, основанная обществом естествоиспытателей в Бордо.
— В Испании биологическая станция в Сантандере (Estacion de biologia maritima de Santander).
г) При Ла-Манше, в Вимере (Wimereux), станция основана Жиаром (он же и директор её). Поль Бер основал станцию для физиологических исследований в Гавре. Французское министерство народного просвещения основало в 1890 году Зоологическую станцию в известном своим рыбо— и устрицеловством городе С. Вааст-де-ла-Хог (S. Vaast de la Hogue), при входе в канал. Кроме того, Франция основала ещё 2 станции (всего 13).
В 1888 году Marine Biological Association основала в Плимуте прекрасную, богато обставленную Зоологическую станцию. Расходы по постройке 250 000 марок; правительство ассигновало ежегодную субсидию в 10 000 марок, чтобы рядом с чисто научными исследованиями производились и исследования над образом жизни промысловых рыб.
д) Ирландское море. Liverpool Marine Biological Committee устроена в 1887 году Зоологическая станция на маленьком необитаемом острове Пуффин, поблизости от Ливерпуля; в 1892 году она заменена морской биологической станцией в Порт-Эрин на острове Мэн.
е) Немецкое море (Северное). Здесь устроены многочисленные станции. Университет в Абердине устроил с 1879 года маленькую Зоологическую станцию, которую ежегодно перемещал. В Сент-Эндрюс (St. Andrews), в Шотландии, находится маленькая станция, состоящая в ведении шотландского рыболовного общества; она и маленькая станция в Грантоне, около Эдинбурга, занимаются исключительно рыболовными вопросами. Такое же назначение имеет подвижная станция на немецком берегу, основанная в 1888 году и принадлежащая Deutsche Fischereiverein. В Голландии в 1876 году основана летучая станция для изучения рыболовных вопросов (на средства Dierkundige Vereeniging). Бельгия имеет маленькую Зоологическую станцию в Остенде, стоящую в связи с университетами Люттиха и Гента. На Гельголанде открыта в 1892 году, на средства прусского правительства, биологическая станция (Biolog. Anstalt); кроме обычных научных задач в деятельность её назначение систематическое изучение планктона, а также изучение полезных животных; директор Гейнке. С 1892 года открыта в Норвегии биологическая станция в Бергене. В Швеции — станции в Финспанге и Кристинсберге. Дания устроила подвижную Зоологическую станцию, служащую, главным образом, для изучения рыболовных вопросов, в Каттегате; директор Петерсен (на устройство затрачено 40 000 марок, ежегодная субсидия 9600 марок).
ж) Балтийское море. Основана биологическая станция в Киле, принадлежащая Кильскому университету.
з) Азовское море. Азовская научно-исследовательская станция — совместный проект Московского государственного университета имени М. В. Ломоносова и Приазовского государственного технического университета

### В России и в СССР

#### Белое море

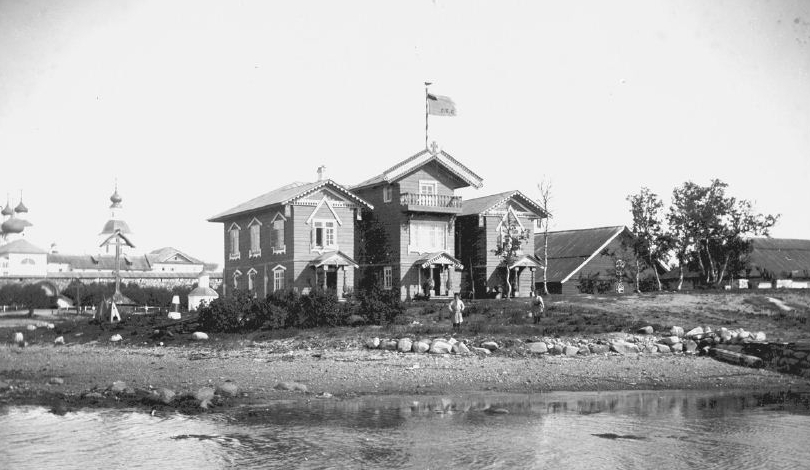
Соловецкая биостанция, 1897 г.

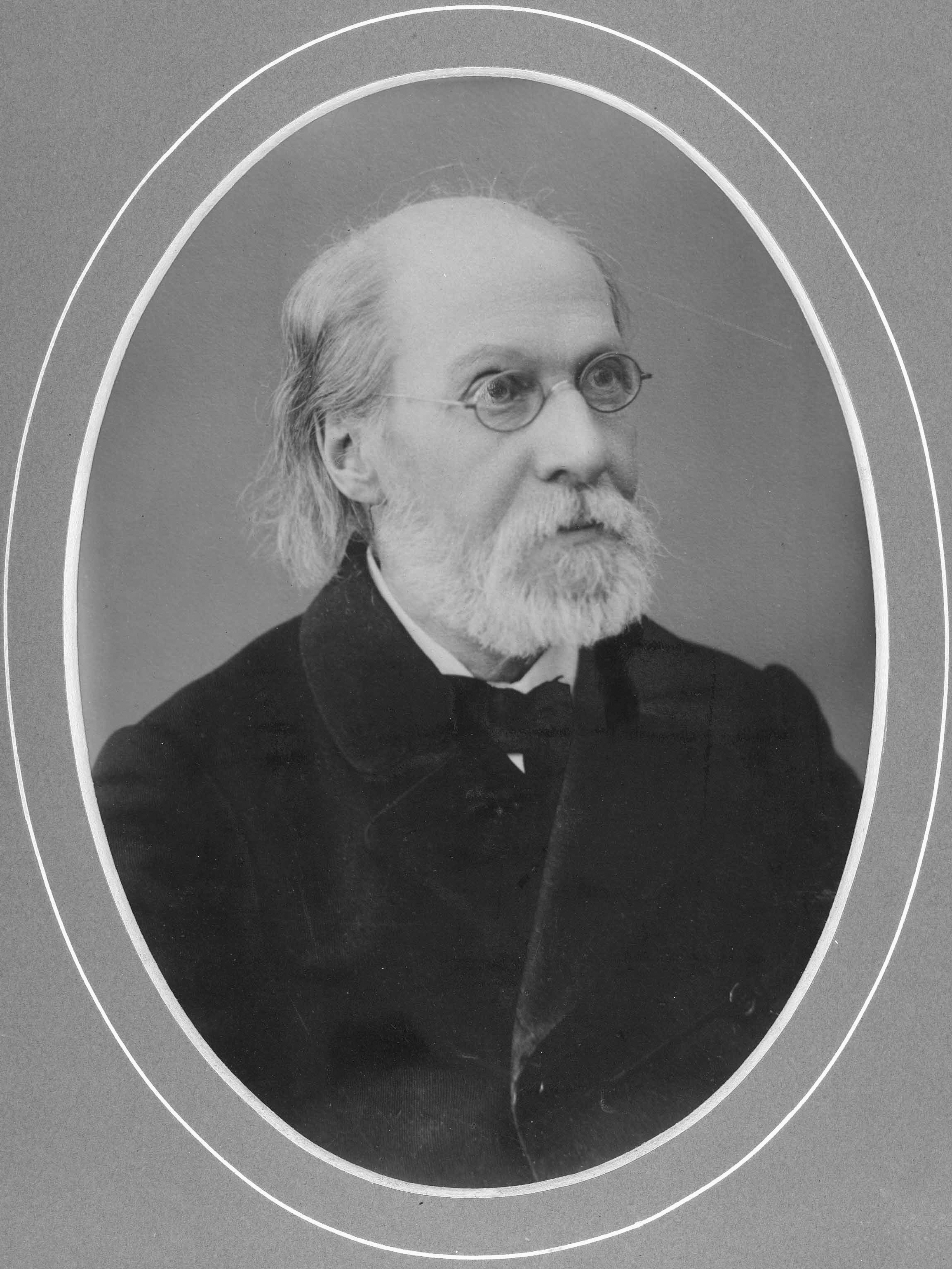
Вагнер Н. П.

В 1864 в Москве было создано общество любителей естествознания, антропологии и этнографии, лекции и выставки которого послужили основой для организации в Москве Политехнического музея. В 1908 Общество организовало Косинскую (близ Москвы) биологическую станцию. Интерес к естествознанию, резко усилившийся в 60-х гг., способствовал созданию аналогичных обществ при всех университетах. В 1868 К. Ф. Кесслер основал Петербургское общество естествоиспытателей с отделениями ботаники, зоологии и физиологии. Общество организовало в 1869 году экспедицию на Беломорское и Мурманское побережья, в результате которой была создана Соловецкая биологическая станция. Соловецкая станция была основана в 1882 году и принадлежала СПб. обществу естествоиспытателей. Станция была создана при содействии Соловецкого монастыря и деятельном участии профессора Н. П. Вагнера, Соловецкая биологическая станция (см. Соловецкие острова), являлась в то время самой северной из всех З. станций. Она занимала большую часть отдельного здания, перестроенного для неё Соловецким монастырем и могла вместить около 12 человек натуралистов. Станция действовала лишь в течение летних месяцев. При устройстве её министерство народного просвещения ассигновало 1000 р., на которые были приобретены необходимые вещи и положено начало библиотеке. Постоянного бюджета станция не имела; в последние годы министерство народного просвещении выдавало по 400 р. на содержание лаборанта. По деятельности была связана с зоологическим и зоотомическим кабинетами СПб. университета.
- В 1908—1940 годах функционировала Ковдинская биологическая станция, основанная русским учёным-гидробиологом, профессором К. К. Сент-Илером.
- Беломорская биологическая станция Московского государственного университета (ББС МГУ)

Является подразделением биологического факультета МГУ. Основана в 1938 г.
Сайт биостанции: 
- Беломорская биологическая станция Зоологического института РАН «Мыс Картеш».

Является подразделением Зоологического института РАН. Основана в 1949 г.
Сайт биостанции: 
- Морская биологическая станция Санкт-Петербургского государственного университета. Остров Средний, на территории бывшего лесозавода. Организована в 1975 году. Сайт биостанции: .
- Беломорская станция Казанского университета. Остров Средний, юго-западная оконечность. Основана в 1978 году.
- Биологическая станция "Ажендарово" Кемеровского государственного университета. Создана в 1980 г. на базе научно-исследовательского стационара "Чайка", организованного в 1976 г. для биоценологических и мониторинговых исследований в ложе будущего Крапивинского водохранилища: [5]

#### Баренцево море

Лаборатория Мурманского морского биологического института.

21 июня 1937 года в поселке Дальние Зеленцы начала работать Мурманская биологическая станция АН СССР — единственная биостанция на Баренцевом море. В 1958 году постановлением Президиума АН СССР была реорганизована в Мурманский морской биологический институт. На биостанции было выполнено множество как фундаментальных работ, так и исследований, имеющих прикладное значение. В 1989 году институт был переведен в Мурманск, а в Дальних Зеленцах проводятся сезонные исследования как сотрудниками ММБИ, так и учеными из других институтов России.

#### Тихий океан
В 1931 году П. В. Ушаков организовал Камчатскую морскую станцию ГГИ, сотрудники которой в течение нескольких лет выполняли гидробиологические наблюдения в Авачинской губе и в соседних районах Восточной Камчатки.

### В Америке
Первая Зоостанция устроена профессором Луи Агассисом. В 1871 г. Джон Андерсон предоставил в его распоряжение остров Пеникиз, в Buzzard’s Bay, и большую сумму денег, а другое лицо — яхту в 80 тонн. Станция открылась в 1873 г., но просуществовала лишь два года. В настоящее время на острове существует морская школа.
Затем Александром Агассисом была устроена станция в Ньюпорте, на Род-Айленде, связанная с Harvard College в Кембридже (Массачусетс).
С 1871 по 1881 г. действовала морская лаборатория, устроенная под руководством профессора Паккарда, при содействии проф. Кингслея и др., на средства Peabody Academy of Sciences, имевшая скорее педагогическое, чем специально научное назначение.
В 1878 года Johns Hopkins University устроил, под руководством В. К. Брукса (W. К. Brocks), Зоостанцию в Чизапикском заливе, которая получила название Chesapeake Zoological Laboratory, хотя станция эта подвижная и кроме Чизапикского залива работала в Бьюфорте (Beaufort), Гэмптоне (Hampton), на Багамских о-вах, Ямайке и др. Открыта летом и назначена главным образом для учащихся в Johns Hopkins University.
В 1881 г. Boston Society of Natural History, при содействии Woman’s Educational Association, устроило станцию в Аннискваме (Annisquam), в Массачусетсе, которая предназначалась главным образом для того, чтобы доставить всем желающим возможность пополнить своё естественно-историческое образование и ознакомиться с методами исследования, вмещает 150 работающих. Директор — Алфеус Хайат.
В 1888 г. устроена роскошная станция Marine Biological Laboratory в Вудс-Голль (Wood’s Holl), в Массачусетсе, преследующая главным образом цели чисто научные. В Вудс-Гол находится, кроме того станция, принадлежащая United States Commission for Fish and Fisheries. Ha Ямайке находится станция в Порт-Гендерсон. Кроме того в Соединенных Штатах основана станция, имеющая специально рыбоводное назначение и, наконец, станция принадлежащая техасскому унив. (всего в Соед. Штатах в XIX веке имелось 11 Зоостанций).
- В Великом (Тихом) океане.

В Северной Америке была основана станция в Монтерей (Monterey);
с 1887 года маленькая, но важная станция устроена в Батавии, на Яве, Слюитером, при поддержке со стороны общества естествоиспытателей Нидерландской Индии; это первая Зоологическая станция в экваториальных странах.
В 1888 г. основана станция в Мизаки (Misaki), в Японии, при входе в залив Токио. Она основана японским правительством и взаимодействовала с университетом в Токио; каждый, изучающий зоологию в университете должен пробыть на ней триместр.
В сентябре 1878 года по предложению Миклухо-Маклая в заливе Уотсон-Бэй (англ. Watsons Bay) по проекту сиднейского архитектора Джона Киркпатрика начато строительство станции, которая получила название Морской биологической станции. Основная станция, принадлежит университету в Сиднее.

## Озерные (пресноводные) биологические станции
- В Богемии в 1888 г создана станция (переносная), одна из первых этого рода, цель её — исследование богемских озёр. Она принадлежала Komitee für Landesdurchforschung von Böhmen, которому её подарил барон Бела Дерчени.
- В Германии в 1891 г. открыта станция на Плёнском озере (Plönersee), в вост. Голштинии, по инициативе О. Захариаса, на частные средства. Помощь ей оказывали правительство и учёные общества.
- В Сев. Америке в 1893 г. устроена станция на Великих озёрах.
- В России озерная станция существует на озере Глубоком, Рузский район, Московская область. Она была основана Н. Ю. Зографом в 1891 году и является одной из старейших в мире.

Зоологическая станция на р. Свияге (ныне на Куйбышевском водохранилище), Верхнеуслонский район, Республика Татарстан была основана в 1916 году.
При научно-исследовательском институте биологии Иркутского государственного университета функционирует Байкальская биологическая станция в пос. Большие Коты на оз. Байкал.
Кончезерская биологическая станция Петрозаводского госуниверситета в Республике Карелия — действует с 1929 года. Долгое время носила имя профессора Ивана Парфеньевича Бородина (Бородинская биологическая станция).
В разные периоды в России и в СССР существовали также биологические станции на Косинских озёрах (ныне в черте Москвы), на озере Севан и другие.

## Иные биологические станции
Биологическая станция «Рыбачий» Зоологического института Российской Академии наук, основанная в 1956 г. Львом Осиповичем Белопольским. Она продолжает работу немецкой орнитологической станции Росситтен, основанной в 1901 году орнитологом Иоганнесом Тинеманном. Биологическая станция занимается изучением миграций, гнездовой биологии и дисперсии птиц на Куршской косе в Калининградской области (Биологическая станция "Рыбачий").
Звенигородская биологическая станция МГУ была основана в 1910 г. гидробиологом Сергеем Николаевичем Скадовским, передана университету в 1934 г.
Биологическая станция Мордовского государственного университета была основана в 60-х годах XX века Александром Ивановичем Душиным в Большеберезниковском районе Республики Мордовия, недалеко от с. Симкино, Большеберезниковского района Республики Мордовия. В настоящее время эта биостанция располагает только несколькими деревянными и кирпичными постройками. Однако, на её территории каждое лето проходят учебные практики студентов биологического факультета Мордовского государственного университета. Ознакомиться с историей этого места можно на сайте факультета биотехнологии и биологии МГУ им. Н. П. Огарёва (Биологическая станция)